# Cối giã gạo

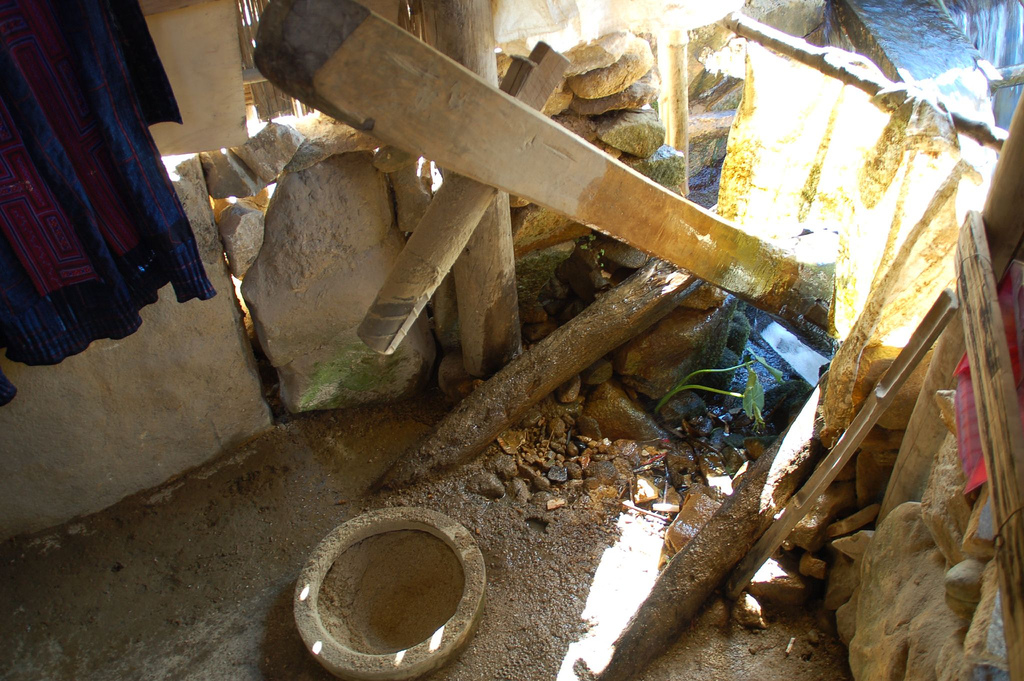
Cối giã gạo dùng sức nước tại Sa Pa.

Cối giã gạo là loại cối dùng để giã làm bong tróc hết cám ra khỏi hạt gạo để lấy gạo sạch làm lương thực.
Cối giã gạo cũng được dùng để giã các loại ngũ cốc, củ quả khác dùng làm thức ăn cho gia cầm, gia súc.
Gọi là cối giã gạo vì được dùng để giã gạo làm lương thực là chính.
Trước đây khi công nghiệp chưa phát triển và chưa có điện, cối giã gạo là dụng cụ phổ biến trong mỗi gia đình nông dân Việt Nam.

## Các loại cối giã gạo

#### Cối giã gạo củangười Kinh
Cối được đẽo bằng đá, cối có dạng hình trụ, lòng cối được khoét sâu vào trong khối đá và mài nhẵn. Chày giã được làm bằng loại gỗ rắn và chắc, một số nơi không có loại gỗ rắn-chắc người ta bịt sắt vào đầu chày.

Cối thông thường được đặt trong nhà bếp hoặc ở đầu hồi nhà, để giã gạo người ta sử dụng một bàn đạp bàng chân. Người dân miền núi còn đặt cối ở gần nguồn nước chảy, và dùng sức nước để giã gạo.

#### Cối giã gạo củangười Xtiêng
Cối làm bằng gỗ, thường được làm bằng gỗ căm se, cẩm lai hoặc dầu gió, họ ít dùng các loại gỗ khác. Cối được trạm khắc hoa văn ở thành ngoài, hoa văn phía trên miệng cối, hoa văn đa dạng tùy theo cảm hứng sáng tác của mỗi nghệ nhân. Người xtiêng không dùng cối đạp chân, họ giã bằng chày tay. Chày thường được đẽo dài chừng 1,5m, mỗi cối 2 chày bằng gỗ sao hoặc căm se, người ta không trang trí hoa văn trên chày bởi dễ bị sứt, chỉ đoạn tay cầm khắc sâu mấy vòng tròn tạo ma sát cho khỏi trơn. Người xtiêng chuyên sống bằng nghề trồng lúa nước nên cái cối là một vật dụng rất thân thiết đối với tất cả mọi người, dần dà cối giã gạo được nhiều gia đình dùng làm của hồi môn và trân trọng giữ gìn coi như vật quý giá, linh thiêng lưu giữ hết đời này đến đời khác. Khi cha mẹ sức yếu hoặc về già thì người con gái cả được sử dụng cối của gia đình chứ không bán hoặc đổi chác ra người ngoài nên có cái cối có tuổi thọ hơn 100 năm nhưng vẫn còn tốt và nguyên vẹn. 

## Cối giã gạo trong thơ ca

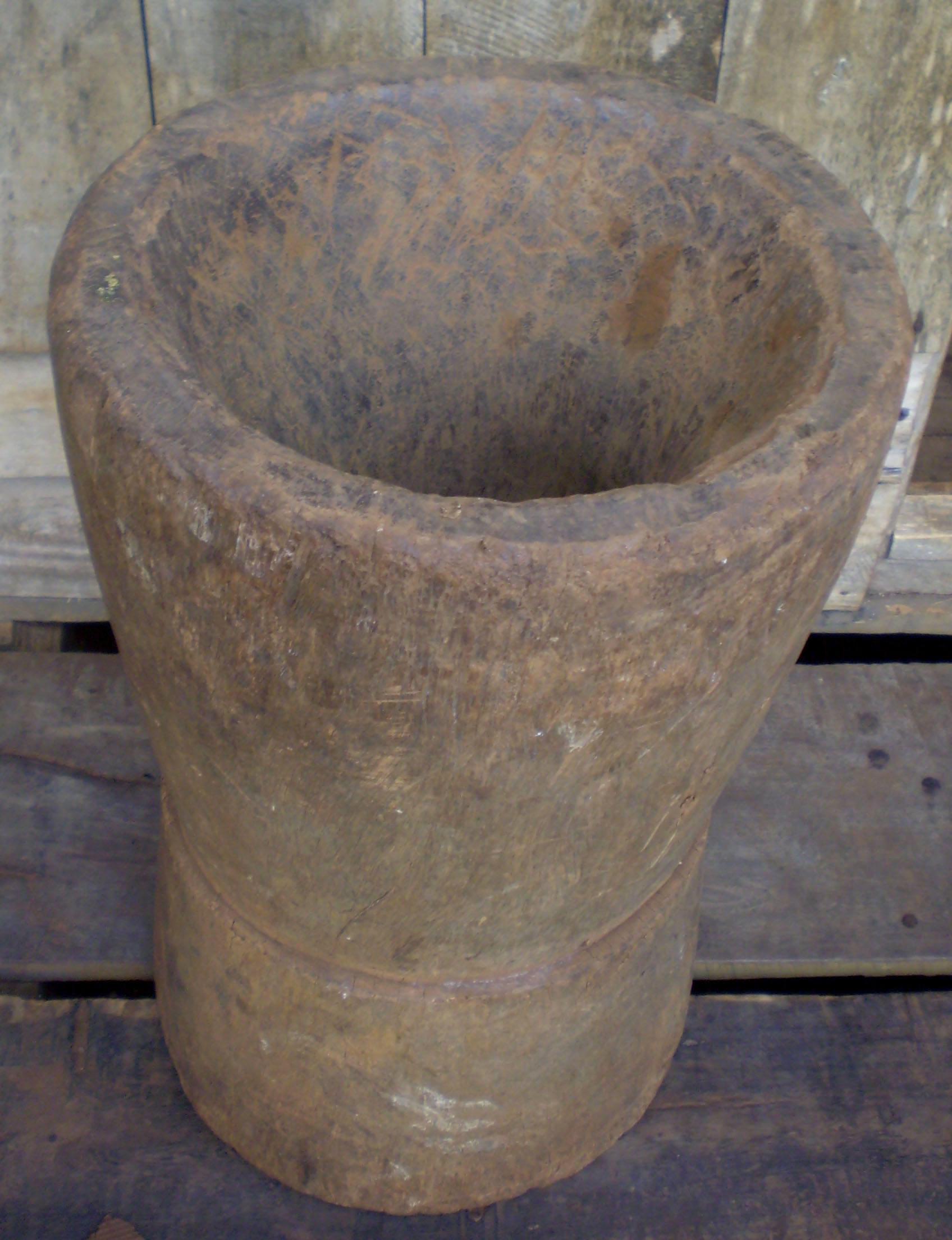
Cối bằng gỗ cứng của người Êđê

- "Tới đây giã gạo ăn chè

Ai mà không giã ngồi hè trật ăn"
- "Bước vô cối gạo đổ đầy

hò chơi đôi cối sau giã đầy lương duyên
đũa tre nó đỏ cũng nhờ ơn…
tôi với mình mới gặp cũng nhờ ơn Phật trời
ở chi cách biển xa trời
bớ nghĩa ơi!...Hò khoan đôi một hò khoan"
Và:
- "Nàng về giã gạo ba trăng

Để anh gánh nước Cao Bằng về ngâm
Nước Cao Bằng ngâm thì gạo trắng
Anh biết em có liệu được chăng?"
Một bài khác:
- "Bên sông có cối bên này chày

Đã có chày rồi sắp giã đây
Chày cứng cẩm lai xài đúng kích
Mù u cối dẻo xứng cân nầy
Cối to miệng bự tha hồ giã
Chày lớn thân dài chẳng sợ trầy
Giã quyết tới khuya trơ mặt gạo
Tính ra mấy xuất cám đong đầy"
......